# Sphaerostephanos pullenii
Sphaerostephanos pullenii är en kärrbräkenväxtart som beskrevs av Holtt. Sphaerostephanos pullenii ingår i släktet Sphaerostephanos och familjen Thelypteridaceae. Inga underarter finns listade.